# Boulevard du Midi (Nanterre)
Pour les articles homonymes, voir Boulevard du Midi.
Le boulevard du Midi est une voie publique de la commune de Nanterre, dans le département français des Hauts-de-Seine.

## Situation et accès
Ce boulevard est accessible par la gare de Nanterre-Ville.

## Origine du nom
Le sud, c'est-à-dire le midi, est la direction de ce boulevard par rapport au centre historique de la ville qui était protégé par les remparts que cette voie remplace.

## Historique

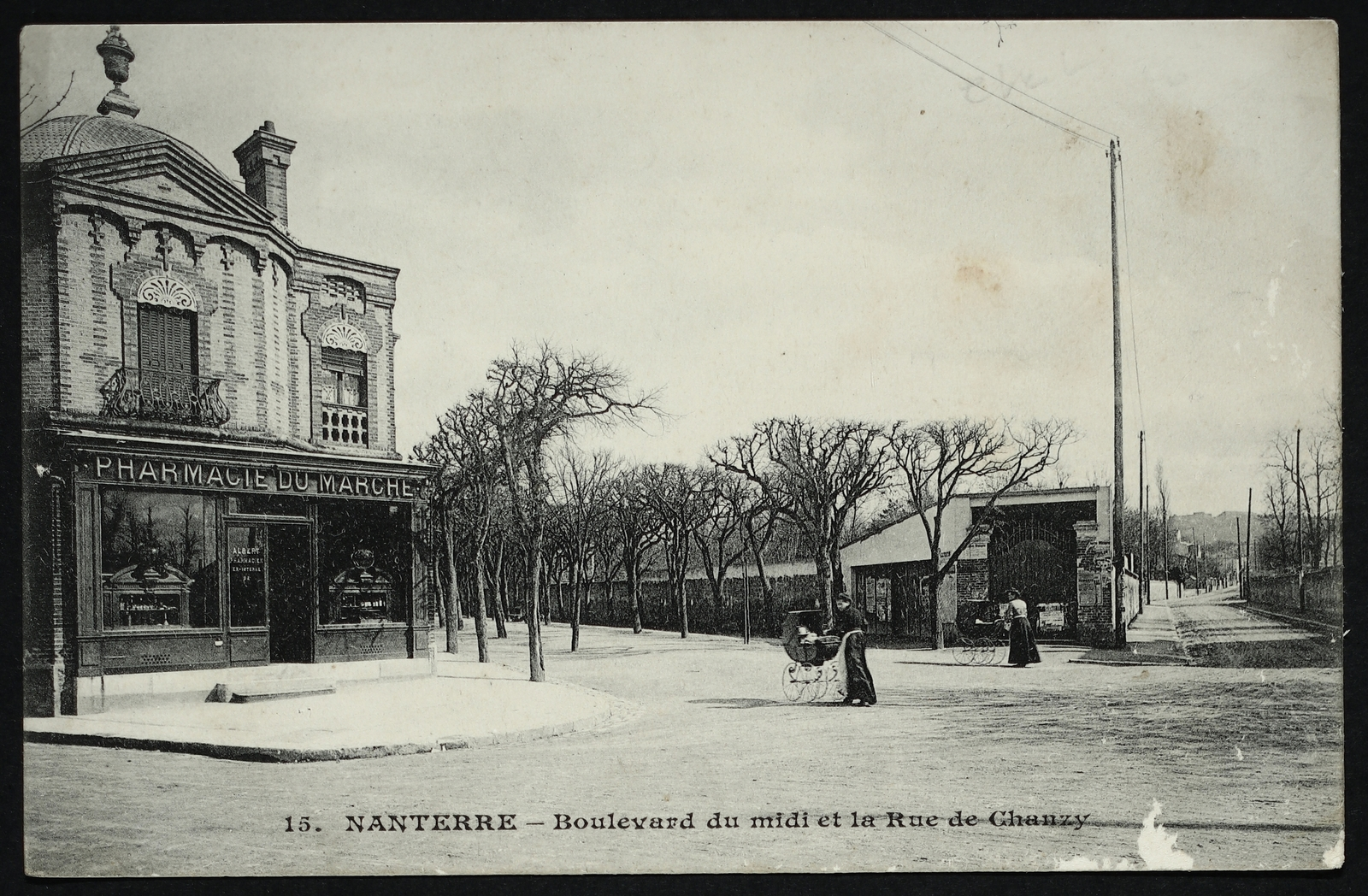
Boulevard du Midi, rue de Chanzy.

Ce boulevard faisait partie du mur d'enceinte du bourg fortifié de Nanterre, construit au XVe siècle, tel qu'il existait encore au XIXe siècle,.
Ce mur a été transformé en une ceinture de boulevards qui portent le nom de leur direction par rapport au cœur historique de la ville.

## Bâtiments remarquables et lieux de mémoire
- La partie piétonnière du boulevard traverse le marché du Centre[4].